# Schloss Dragsholm

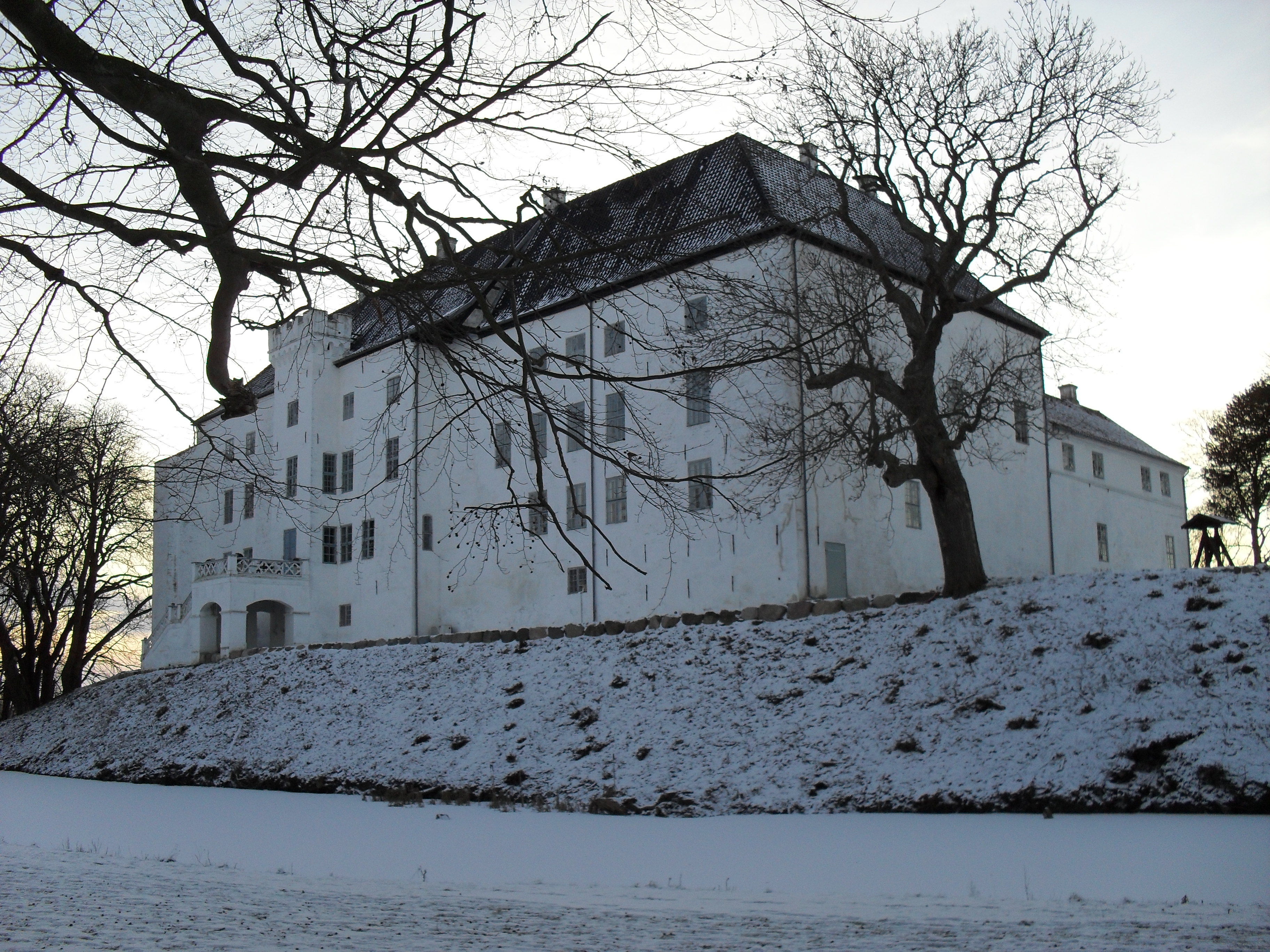
Schloss Dragsholm

Das Schloss Dragsholm (dänisch: Dragsholm Slot), früher Adelersborg genannt, ist ein Schloss in der dänischen Gemeinde Odsherred Kommune auf der Insel Seeland. Es war Sitz der Bischöfe von Roskilde und seit der Reformation im Besitz der dänischen Könige, die es als Lehen vergaben. 

## Lage
Die von einem kleinen Wald und einem Park umgebene Schlossanlage liegt südlich des Orts Vindekilde, östlich der zum Kattegat gehörenden Bucht Nekselø Bugt an der Adresse Dragsholm Allé, 4534 Hørve. Südlich des Schlosses verläuft der Dragsholm-Kanal.
Ursprünglich sicherte die Festung die Landenge, über die die Halbinsel Odsherreds erreicht werden kann. Der Name des Schlosses bedeutet: Insel (holm) an der Landenge (drag/draugh). Mit der Trockenlegung des Lammefjords im 19. Jahrhundert besteht diese Landenge jedoch nicht mehr. 

## Geschichte

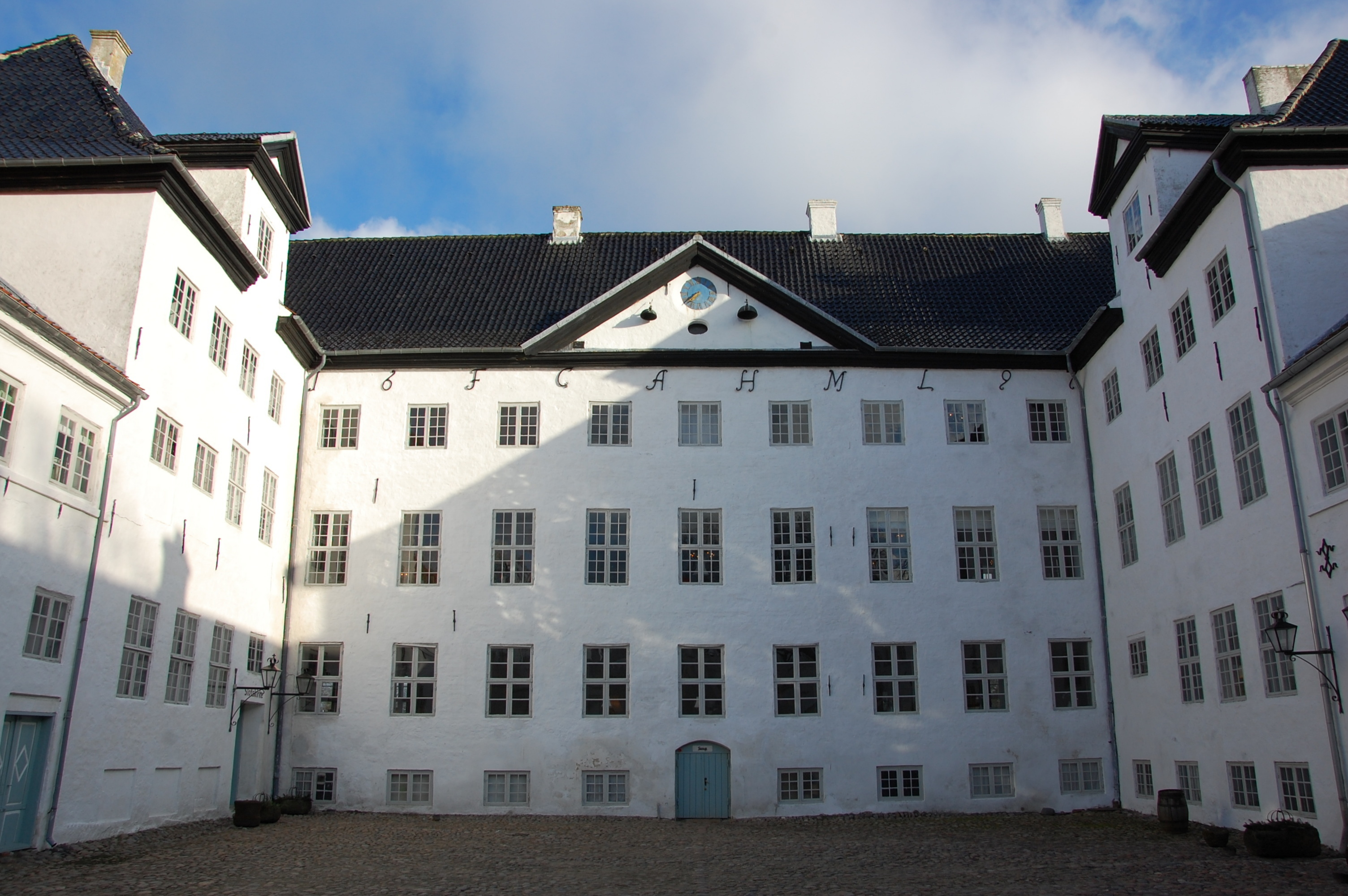
Innenhof

Die Anlage entstand wohl um 1215 als palatium des Roskilder Bischofs Peter Sunesen. Sie ist damit das älteste erhaltene weltliche Gebäude Dänemarks. 1336 wird sie erstmals als Draugsholm bezeichnet. Dieses älteste Gebäude bestand aus einem Saal mit darunterliegenden Wohn- und Wirtschaftsräumen. 
In den folgenden Jahrhunderten wurde die Burg zur stärksten Festung des Landes ausgebaut. 1530 überließ sie der letzte katholische Bischof Joachim Rønnow seinem Neffen Eiler Hardenberg als Lehen. Während der Grafenfehde war sie die einzige Burg, die widerstand, obwohl Johann von Hoya sie fünf Monate lang belagerte. Nach dem Sieg von König Christian III. wurde die Burg wie anderer kirchlicher Besitz im Zuge der Reformation von der dänische Krone eingezogen und von dieser als Lehen vergeben. 1551 erhielt Hardenberg erneut die Burg und erzog hier bis 1554 dem Kronprinzen Friedrich.
Im Turm wurde ein Gefängnis eingerichtet. Der abgesetzte letzte katholische Bischof von Roskilde und bis 1536 Besitzer der Burg, Joachim Rønnow, der lange gegen den neuen, protestantischen König opponiert hatte, gehörte zu den ersten Gefangenen. Prominentester Gefangener war James Hepburn, Earl von Bothwell, der dritte Ehemann von Maria Stuart, der nach fünfjähriger Gefangenschaft im Jahr 1578 im Schloss verstarb und in der nahegelegenen Fårevejle Kirke bestattet wurde. Während der folgenden Jahrzehnte verfiel die Burg. Erst der Reichsadmiral Claus Daa (1579–1641), der 1624 das Lehen erhielt, beauftragte einen Baumeister, Hansvan Steenwinckel den Jüngeren, mit der Instandsetzung.
Im Krieg gegen Schweden wurde die Burg 1657 von schwedischen Truppen eingenommen und 1660 gesprengt. König Friedrich III. überließ die Ruine 1664 dem Kaufmann, Kammerrat und Rentemeister Heinrich Müller anstelle einer Rückzahlung aufgenommener Kredite. Der berechnete Kaufpreis überstieg den Wert der zerstörten Burg und des dazugehörenden Amtes weit, so dass Müller in finanzielle Schwierigkeiten geriet und Dragsholm an den in Hamburg ansässigen jüdischen Kaufmann Isaac Chaim Senior Teixeira verpfänden musste.
1694 gelangte Dragsholm an den späteren Amtmann von Roskilde Frederik Christian von Adeler. Adeler und seine Frau Henriette Margrethe von Lente ließen die Burg ab 1697 als das heute bestehenden Barockschloss neu errichten. Es sind aber viele Elemente der mittelalterlichen Burg beibehalten. Unter dem Adeler-Geschlecht wurde Dragsholm 1784 zu einer Baronie und erhielt 1785 den Namen Adelersborg. Unter seinem Nachfahren Georg Frederik Otto Zytphen-Adeler wurde der Lammefjord eingedeicht. Er führte auch 1868 den alten Namen Dragsholm wieder ein.
Der Diplomat und Staatsmann Friedrich Christian Ferdinand von Pechlin (1789–1863) verstarb im Schloss.
Nach dem Aussterben der Familie Adeler fiel das Schloss 1932 wieder an den dänischen Staat. Seit 1937 wird es als Hotel genutzt. Heute beherbergt es Hotel, Gaststätte und Hofladen. Darüber hinaus befindet sich auf dem Gelände ein Pferdewagenmuseum.
Südlich des Schlosses wurden Gräber der Ertebølle-Kultur gefunden.